# 1821年8月27日日食
1821年8月27日日食为一次在协调世界时1821年8月27日出現的日環食。該次日食食分為0.9661，食甚維持3分38秒。

## 概述
這次日食的食分是0.9661，環食維持3分38秒。

## 基本參數
- 類型：日環食
- 食甚資料：
  - 日期：1821年8月27日
  - 時間：15時19分42秒
  - 地點：14N 48W
  - 食分：0.9661
  - 日環食持續時間：3分38秒

## 外部連結
- NASA日食專頁（页面存档备份，存于）（英文）